# Transsyberyjska. Drogą żelazną przez Rosję i dalej
Transsyberyjska. Drogą żelazną przez Rosję i dalej – debiut książkowy Piotra Milewskiego. Książka ukazała się w 2014 roku. Opisuje ona podróż koleją z Warszawy przez Petersburg, Moskwę, Jekaterynburg, Nowosybirsk, Irkuck do Władywostoku i dalej promem do Japonii. Z Moskwy do Władywostoku narrator podróżuje szlakiem kolei transsyberyjskiej. Książka jest reportażem podróżniczym, zawiera opisy historii budowy magistrali transsyberyjskiej, a także nawiązania do dzieł literatury światowej.

## Odbiór
„Transsyberyjska” błyskawicznie zyskała status bestsellera. Otrzymała również Nagrodę Magellana dla najlepszej książki reportażowej 2014 roku przyznawaną przez redakcję Magazynu Literackiego "Książki". Krytycy podkreślali melodyjność i obrazowość prozy Milewskiego.
Mariusz Wilk tak napisał o „Transsyberyjskiej”: „Dzięki Piotrowi Milewskiemu przeżyłem wielką przygodę kolejową, o której marzyłem od lat. Podróżując jego Transsyberyjską, słyszałem stuk kół i bełkotliwe rozmowy przygodnych współpasażerów z przedziału, wyraźnie czułem zapach niedomytych ciał i mdławy smak taniego piwa, zwiedziłem kilka syberyjskich miast i ponownie ujrzałem Bajkał, a przy okazji poznałem historię budowy transsibu… Słowem, przejechałem szmat świata, w którym odległości liczy się w godzinach i dniach, a upływ czasu w wiorstach, nie wyłażąc z domu. Ta książka to zarazem jedna z najbardziej rzetelnych polskich relacji o dzisiejszej Rosji, jakie czytałem. Bez okrasy, ale i bez dąsów.”
Max Cegielski wyraził się o książce Milewskiego następująco: „Do tej pory tak przystępnie i lekko, a zarazem poważnie i dogłębnie potrafili pisać tylko angielscy historycy z reporterskim zacięciem. Ta książka w idealnym rytmie, kołysząc jak pociąg, opowiada dzieje kolei transsyberyjskiej i pokazuje zarazem współczesną Rosję. Przypomina, jak żelazne drogi zmieniały świat, pośród protestów równie silnych, jakie wywołuje dziś internet. Opisuje dziewiętnastowieczne zmagania z nowoczesnością (oraz ekonomią i geografią) i równocześnie pokazuje, jak bardzo imperium carskie wciąż wpływa na ludzi od Warszawy po Władywostok.”